# Sinotyrannus kazuoensis
Sinotyrannus (il cui nome significa "tiranno cinese") è un genere estinto di dinosauro tirannosauroide proceratosauride vissuto nel Cretaceo inferiore, circa 120 milioni di anni fa (Aptiano), in quella che oggi è la Formazione Jiufotang, a Liaoning, Cina. Il genere contiene una singola specie, ossia S. kazuoensis, descritta sulla base di un unico esemplare fossile incompleto comprendente un cranio parziale. Sebbene non sia molto più giovane dei primitivi tirannosauroidi come Dilong, è simile per dimensioni a forme successive come Tyrannosaurus. Difatti questo animale era molto più grande dei tirannosauroidi suoi contemporanei, raggiungendo una lunghezza totale stimata di 9-11 metri (30-36 piedi), rendendolo il più grande teropode noto della Formazione Jiufotang.

## Descrizione

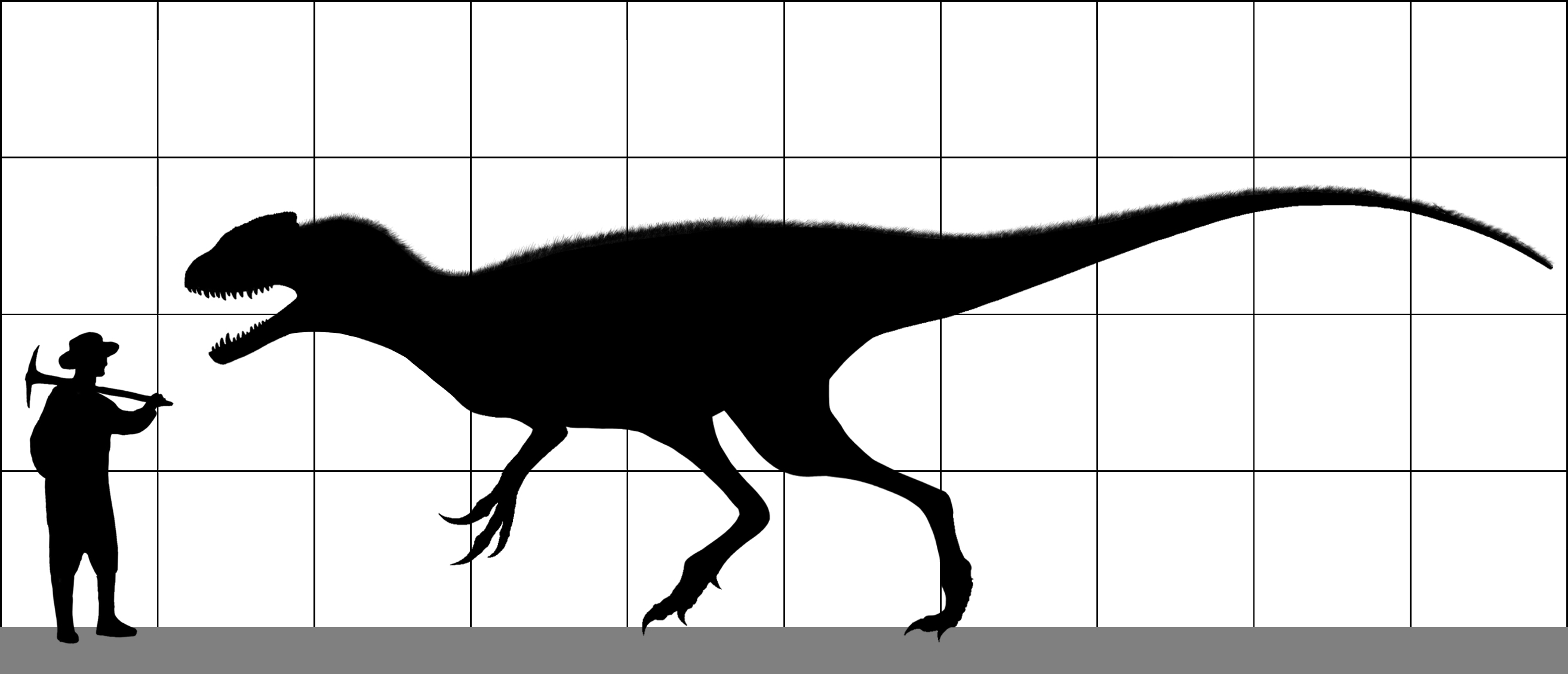
Dimensioni minime per l'esemplare olotipico rispetto ad un uomo

L'olotipo di Sinotyrannus, catalogato come KZV-001, è composto da uno scheletro parziale disarticolato comprendente la porzione anteriore del cranio, tre vertebre dorsali, un ileo incompleto, tre falangi delle mani articolate (incluso un unguale) e altre ossa frammentarie.
Gli elementi cranici conservati comprendono il premascellare, la parte anteriore della mandibola, e la porzione anteriore della mascella e del nasale. Il margine dorsale della mascella è insolitamente concavo a differenza della condizione convessa dei tirannosauridi. Le narici sono grandi ed ellittiche, comprovando la sua relazione con i proceratosauridi. La mandibola si curva gradualmente verso l'alto man mano che si avvicina al bordo anteriore. Molti denti sono conservati attaccati alle mascelle, con un numero approssimativamente uguale dei dentelli su ciascun lato, analogamente a quelli dei tirannosauridi. È tuttora in discussione se Sinotyrannus possedesse o meno un'alta cresta nasale come gli altri proceratosauridi, sebbene non si sia conservato abbastanza dell'osso nasale per esserne certi.
Le tre vertebre conservate hanno spine neurali molto alte. Le proporzioni delle falangi manuali conservate supportano l'idea che esse appartengono al secondo dito e l'unguale presenta un profondo solco su ciascun lato. L'ileo è piuttosto frammentario, con la forma del lato esterno dell'osso sinistro più completo. La lama preacetabolare è corta e larga, con un massiccio piede pubico, mentre la lama postacetabolare è più lunga e sottile, con un peduncolo ischiatico triangolare. Questi tratti dell'ileo lo differenziano dai tirannosauroidi più avanzati come i tirannosauridi.
Il Sinotyrannus è uno dei più grandi tirannosauroidi basali conosciuti, ripudiando la tendenza precedentemente ipotizzata che i tirannosauroidi aumentarono gradualmente le loro dimensioni solo durante il periodo Cretaceo, da piccole forme basali come Dilong a predatori apicali avanzati come Tyrannosaurus.

## Classificazione
La descrizione originale di Sinotyrannus poneva l'animale alla base di Tyrannosauridae, per via delle sue dimensioni, ma successive analisi la collocarono tra i tirannosauroidi Proceratosauridi. All'interno della famiglia, il Sinotyrannus rientra all'interno di un clade contenente Juratyrant e Stokesosaurus, poiché tutti e tre condividono una stretta tacca preacetabolare. Un'analisi del 2016 ha invece posto Juratyrant e Stokesosaurus al di fuori di Proceratosauridae e ha proposto che Sinotyrannus come sister taxon di Yutyrannus all'interno di Proceratosauridae.
Il seguente cladogramma segue l'analisi filogenetica di Brusatte et al. (2016):
|  | Kileskus                                                    |
|  |                                                             |
|  | \| \| Yutyrannus \| \| \| \| \| \| Sinotyrannus \| \| \| \| |
|  |                                                             |
|  | Yutyrannus                                                  |
|  |                                                             |
|  | Sinotyrannus                                                |
|  |                                                             |

|  | Yutyrannus   |
|  |              |
|  | Sinotyrannus |
|  |              |

|  | Kileskus                                                    |
|  |                                                             |
|  | \| \| Yutyrannus \| \| \| \| \| \| Sinotyrannus \| \| \| \| |
|  |                                                             |
|  | Yutyrannus                                                  |
|  |                                                             |
|  | Sinotyrannus                                                |
|  |                                                             |

|  | Yutyrannus   |
|  |              |
|  | Sinotyrannus |
|  |              |

|  | Kileskus                                                    |
|  |                                                             |
|  | \| \| Yutyrannus \| \| \| \| \| \| Sinotyrannus \| \| \| \| |
|  |                                                             |
|  | Yutyrannus                                                  |
|  |                                                             |
|  | Sinotyrannus                                                |
|  |                                                             |

|  | Yutyrannus   |
|  |              |
|  | Sinotyrannus |
|  |              |

|  | Kileskus                                                    |
|  |                                                             |
|  | \| \| Yutyrannus \| \| \| \| \| \| Sinotyrannus \| \| \| \| |
|  |                                                             |
|  | Yutyrannus                                                  |
|  |                                                             |
|  | Sinotyrannus                                                |
|  |                                                             |

|  | Yutyrannus   |
|  |              |
|  | Sinotyrannus |
|  |              |